# Michail Wladimirowitsch Perejaslawez
Michail Wladimirowitsch Perejaslawez (russisch Михаил Владимирович Переяславец; * 30. März 1949 in Moskau; † 12. August 2020) war ein sowjetisch-russischer Bildhauer und Hochschullehrer.

## Leben
Perejaslawez studierte am Moskauer Staatlichen Surikow-Kunstinstitut (ursprünglich Moskauer Hochschule für Malerei, Bildhauerei und Architektur) mit Abschluss 1974. Seit 1972 beteiligte er sich an Ausstellungen. 1976 nahm er mit Erfolg an dem Wettbewerb für die Aufnahme in das Grekow-Militärkunststudio teil, in dem er dann bis zu seinem Tode arbeitete.
Perejaslawez schuf Büsten und Genre-Skulpturen. Eine seiner bekanntesten Arbeiten war die Smolensker Straße (1943). Seine Arbeitsschwerpunkte waren die Helden des Deutsch-Sowjetischen Kriegs und des Ersten Weltkriegs sowie die Verteidiger des Vaterlands in verschiedenen geschichtlichen Epochen.
Perejaslawez lehrte am Moskauer Staatlichen Surikow-Kunstinstitut und leitete den Lehrstuhl für Skulpturen und Kompositionen. Iwan Korschew gehörte zu seinen Schülern.
Perejaslawez starb am 12. August 2020 und wurde auf dem Moskauer Rogoschskoje-Friedhof begraben.

## Ehrungen, Preise
- Komsomol-Preis (1976)
- Grekow-Silbermedaille (1980)[3]
- Repin-Staatspreis der RSFSR (1984)[3]
- Volkskünstler der Russischen Föderation (1995)[3]
- Orden der Ehre (1999)
- Surikow-Goldmedaille der Union der Künstler Russlands (2009)[5]
- Marschall-Schukow-Staatspreis der Russischen Föderation im Bereich Literatur und Kunst (2017)[6]

## Werke (Auswahl)

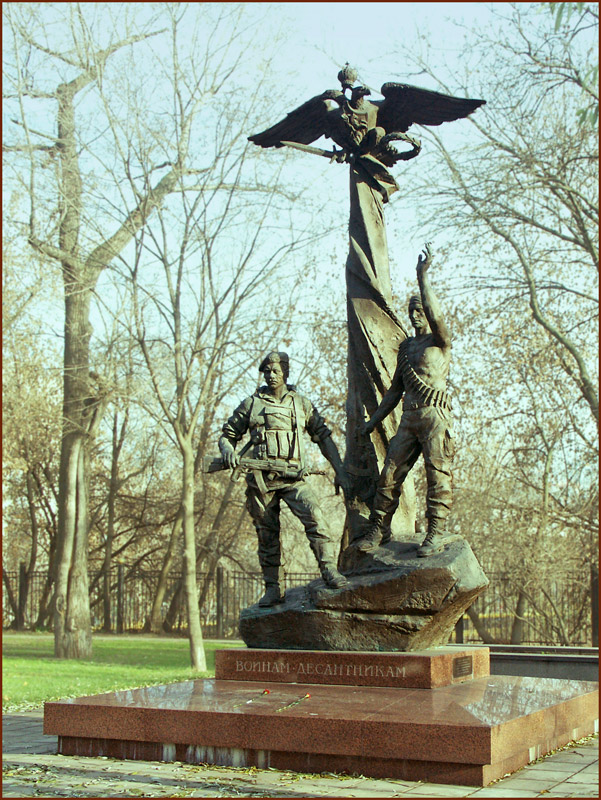
Denkmal für die in Friedenszeiten  für die Verteidigung der Interessen Russlands gefallenen Soldaten der 6. Kompanie des 104. Fallschirmjägerregiments der 76. Gardeluftlandedivision (2002) vor dem Zentralmuseum der russischen Streitkräfte, Moskau
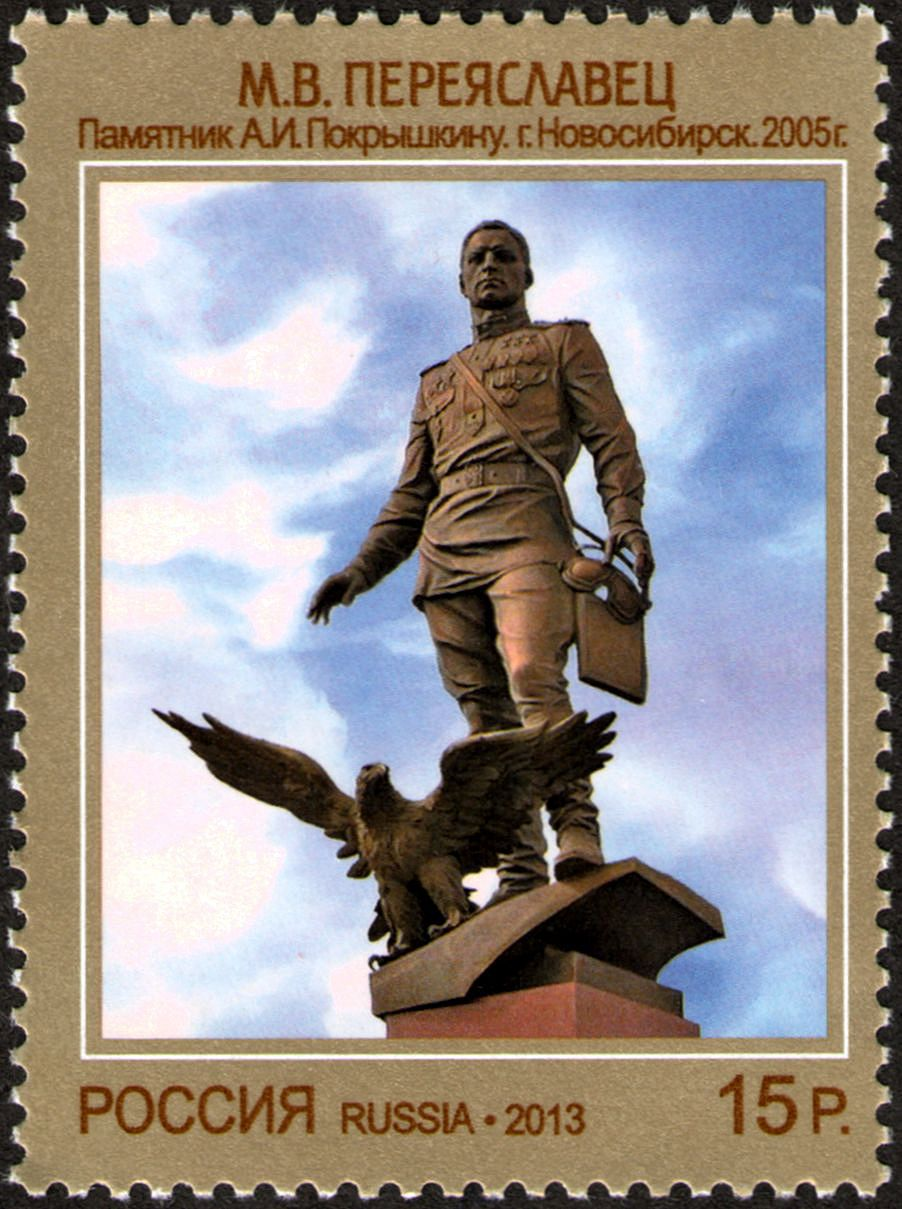
Pokryschkin-Denkmal (2005) in Nowosibirsk (Briefmarke der russischen Post, 2013)
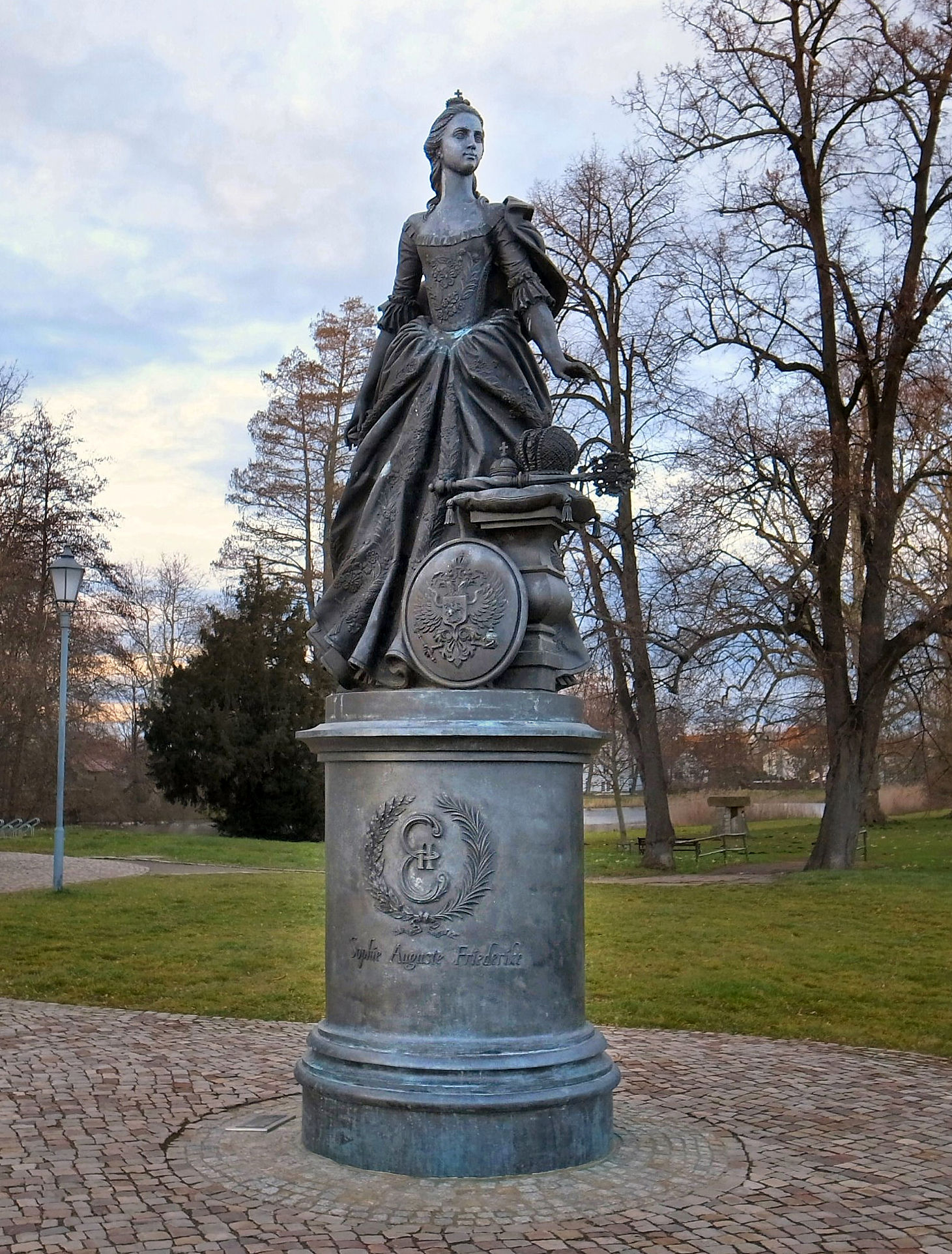
Katharina-II.-Denkmal (2010) im Zerbster Schlossgarten
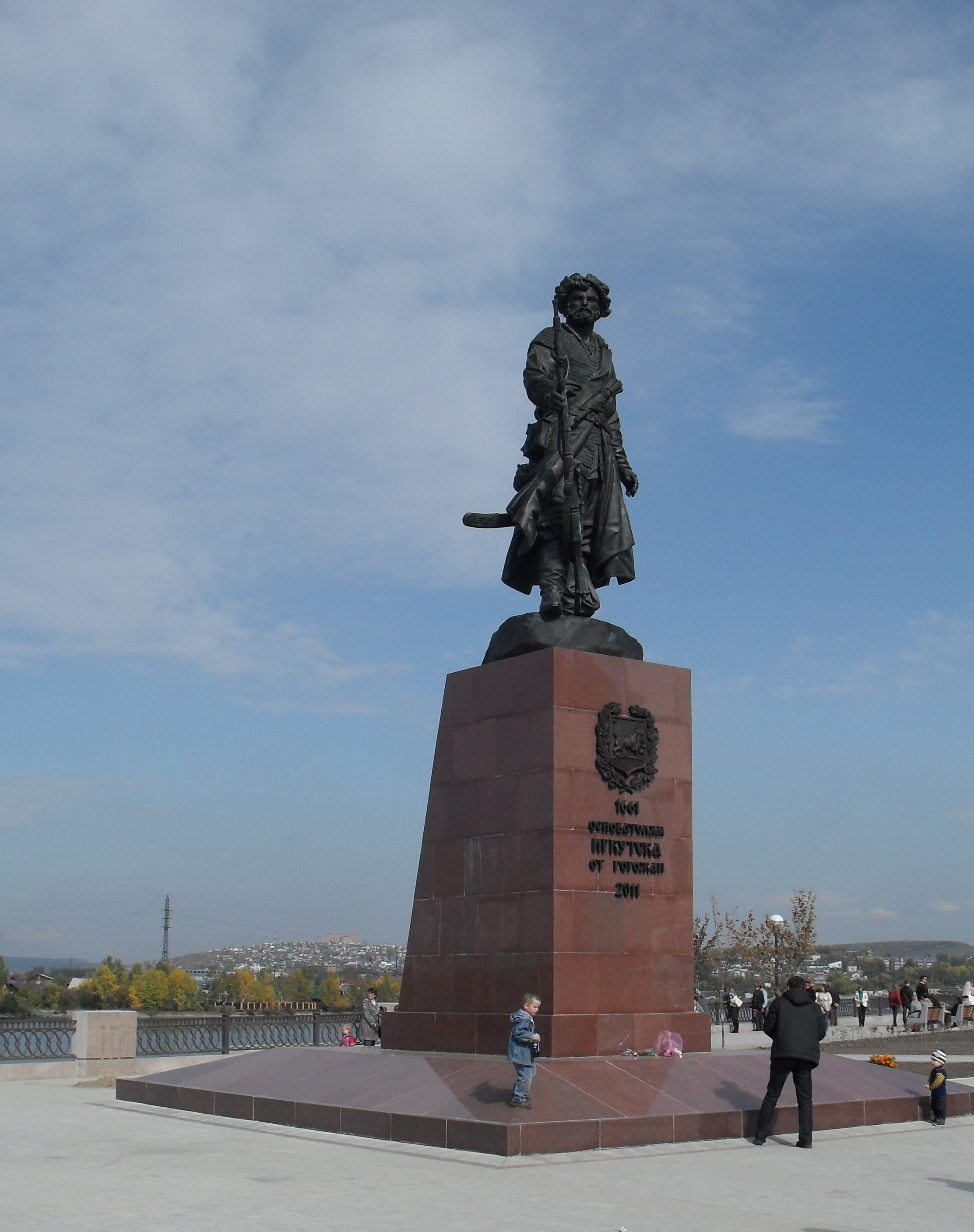
Pochabow-Denkmal (2011), Irkutsk